# Стрибки у воду на Чемпіонаті світу з водних видів спорту 2022 — синхронна вишка, 10 метрів (жінки)
Змагання зі стрибків у воду з десятиметрової синхронної вишки серед жінок на Чемпіонаті світу з водних видів спорту 2022 відбулися 30 червня 2022 року.

## Результати
Попередній раунд розпочався 30 червня о 09:00 за місцевим часом. Фінал розпочався 30 червня о 17:00 за місцевим часом.
| Місце | Країна          | Стрибунки                           | Попередній раунд | Попередній раунд | Фінал  | Фінал |
| Місце | Країна          | Стрибунки                           | Очки             | Місце            | Очки   | Місце |
| ----- | --------------- | ----------------------------------- | ---------------- | ---------------- | ------ | ----- |
| 1     | Китай           | Чень Юйсі Цюань Хунчань             | 352.08           | 1                | 368.40 | 1     |
| 2     | США             | Ділейні Шнелл Катріна Янг           | 296.28           | 2                | 299.40 | 2     |
| 3     | Малайзія        | Панделела Рінонг Нур Дабіта Сабрі   | 270.90           | 6                | 298.68 | 3     |
| 4     | Японія          | Арай Мацурі Мінамі Ітахасі          | 275.46           | 4                | 297.84 | 4     |
| 5     | Німеччина       | Елена Вассен Крістіна Вассен        | 281.88           | 3                | 284.16 | 5     |
| 6     | Україна         | Ксенія Байло Софія Лискун           | 267.72           | 8                | 283.08 | 6     |
| 7     | Австралія       | Чарлі Петров Мелісса Ву             | 264.48           | 9                | 274.68 | 7     |
| 8     | Мексика         | Вівіана Дель Анхель Саманта Хіменес | 271.62           | 5                | 269.10 | 8     |
| 9     | Велика Британія | Робін Бірч Емілі Мартін             | 269.58           | 7                | 259.20 | 9     |